# Ryszard Chodźko
Ryszard Chodźko (ur. 16 marca 1950 w Ełku, zm. 3 lutego 2023 w Białymstoku) – polski pisarz i krytyk literacki, wykładowca akademicki.
Był synem Alberta i Eugenii. Ukończył filologię polską na Uniwersytecie Warszawskim, uzyskał stopień doktora za rozprawę o twórczości Kazimierza Truchanowskiego. Debiutował na łamach prasy jako eseista w 1974 r. Był  adiunktem filii Uniwersytetu Warszawskiego w Białymstoku.

## Twórczość
- Pejzaże świadomości (studium o twórczości Kazimierza Truchanowskiego, 1980), wyd. Sekcja Wydawnicza Filii UW, 1980
- Pokrzyk (opowiadania) wyd. PIW, 1987 ISBN 978-83-06-01518-8
- Anioły (powieść) wyd. Iskry 1990, ISBN 978-83-207-1220-9